# Dipsas latifrontalis
Dipsas latifrontalis är en ormart som beskrevs av Boulenger 1905. Dipsas latifrontalis ingår i släktet Dipsas och familjen snokar. Inga underarter finns listade i Catalogue of Life.
Arten förekommer i Venezuela och i Colombia. Honor lägger ägg.